# Proedromys
Proedromys  — рід нориць родини Щурові (Arvicolidae).

## Поширення
Це рід гризунів з Китаю.